# Metilfenobarbital
Metilfenobarbital barbiturat koji se metabolizuje do fenobarbitala. On se koristi za slične svrhe, posebno pri epilepsiji. Ne postoji evidencija da ovaj lek ima bolja svojstva od fenobarbitala.

## Spoljašnje veze
|  | Molimo Vas, obratite pažnju na važno upozorenje u vezi sa temama iz oblasti medicine (zdravlja). |